# Strada statale 354 di Lignano
La ex strada statale 354 di Lignano (SS 354), ora strada regionale 354 di Lignano (SR 354), è una strada regionale italiana che collega Latisana con Lignano Sabbiadoro, correndo interamente in provincia di Udine.

## Storia
Il tratto dell'attuale SR 354 compreso fra le località di Paludo e Picchi è identificabile in mappe risalenti al XIX secolo.
La strada è stata completata nel 1926, in seguito alla bonifica dell'area, un tempo paludosa, della Val Pantani, in cui ora sorgono le località di Aprilia Marittima e Bevazzana; prima Lignano era accessibile solo via mare oppure attraverso una strada sterrata che correva lungo l'argine del Tagliamento (attuale Via Volton).
La strada è stata asfaltata nel 1951 ed è stata classificata come SS 354 con D.M. del 01/02/1962. Originariamente faceva parte dell'itinerario anche un ulteriore tratto che va dal ponte sul canale collettore Lovato fino a Lignano Bagni (dal km 14,800 al km 20,300), declassato nel 1973 a strada comunale. Dal 1º gennaio 2008 la gestione della strada è passata alla Regione Friuli-Venezia Giulia, che ha provveduto al trasferimento delle competenze alla società Friuli Venezia Giulia Strade S.p.A.

## Percorso
Nasce dipartendosi dalla strada statale 14 della Venezia Giulia, in località Crosere, e con un tratto per lo più rettilineo la collega con Lignano Sabbiadoro, attraverso una strada a quattro corsie, non separate da guard-rail, con limite massimo di velocità variabile tra i 50 (in corrispondenza dell'abitato di Pertegada) ed i 90 km/h. Tocca le località di Paludo, Gorgo, Pertegada, Picchi, Aprilia Marittima e Bevazzana. In località Bevazzana, al confine fra i comuni di Latisana e Lignano, la strada attraversa l'Idrovia Litoranea Veneta.
La strada è fortemente trafficata nei mesi estivi, in quanto rappresenta il più importante collegamento con il frequentato centro balneare di Lignano, oltre che con il vicino centro di Bibione. La situazione del traffico è migliorata dopo la costruzione di quattro rotatorie nelle località di Paludo, Gorgo, Picchi e Aprilia Marittima, in sostituzione di altrettanti incroci semaforizzati.

## Lavori e progetti
È attualmente in progetto una rotatoria in località Pertegada, al fine dell'eliminazione dell'ultima intersezione semaforizzata presente lungo la strada.